# Valle de Valsaín
El valle de Valsaín o Balsaín es un valle de la vertiente norte de la sierra de Guadarrama (sierra del sistema Central). Se ubica en la zona sureste de la provincia de Segovia (Castilla y León, España), dentro del término municipal de Real Sitio de San Ildefonso, y limita con la Comunidad de Madrid. El valle se encuentra tapizado por un extenso bosque de pino silvestre, el más extenso de la sierra y uno de los mejor conservados de España.

## Geografía

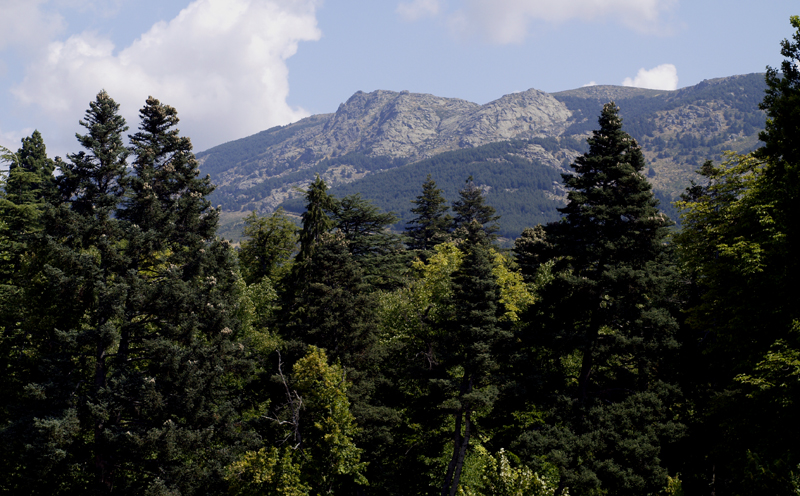
Bosque mixto con algunos abetos introducidos en el valle de Valsaín.

Está orientado de sur a norte, tiene una anchura media de 6 km y una longitud aproximada de 9 km, lo que lo convierte en uno de los valles más extensos de la sierra de Guadarrama, junto con el valle del Lozoya. Está cubierto casi enteramente por un bosque de pino silvestre, el más extenso de la sierra de Guadarrama y uno de los más importantes de la misma. Por debajo de los 1200 metros de altitud, existen también ejemplares de roble y castaño. Por encima de los 2000 metros, el bosque de pino silvestre deja paso a praderas alpinas y roquedos. 
La zona baja del valle tiene una altura que varía de los 1100 a los 1500 metros de altitud. Poe el fondo del valle discurre el río Eresma en su tramo más alto de su cauce. Existen numerosas pozas y piscinas naturales en su recorrido por el valle. Cerca de estas pozas existen áreas recreativas con merenderos y aparcamientos, como es el caso de Los Asientos y Boca del Asno. A estas zonas da acceso la carretera autonómica CL-601, la cual comunica Segovia con el inicio de la M-601 en el puerto de Navacerrada, partiendo hasta Collado Villalba. 
En el extremo norte del valle, y en la zona más baja, está el pueblo de Valsaín, perteneciente al municipio de Real Sitio de San Ildefonso, el cual toma el nombre del valle. En el extremo este está el macizo de Peñalara (2430 m), en el sur está el puerto de Cotos, el pico de la Bola del Mundo, el puerto de Navacerrada y Siete Picos. En la zona oeste se encuentra el cordal de La Mujer Muerta.

## El Pinar

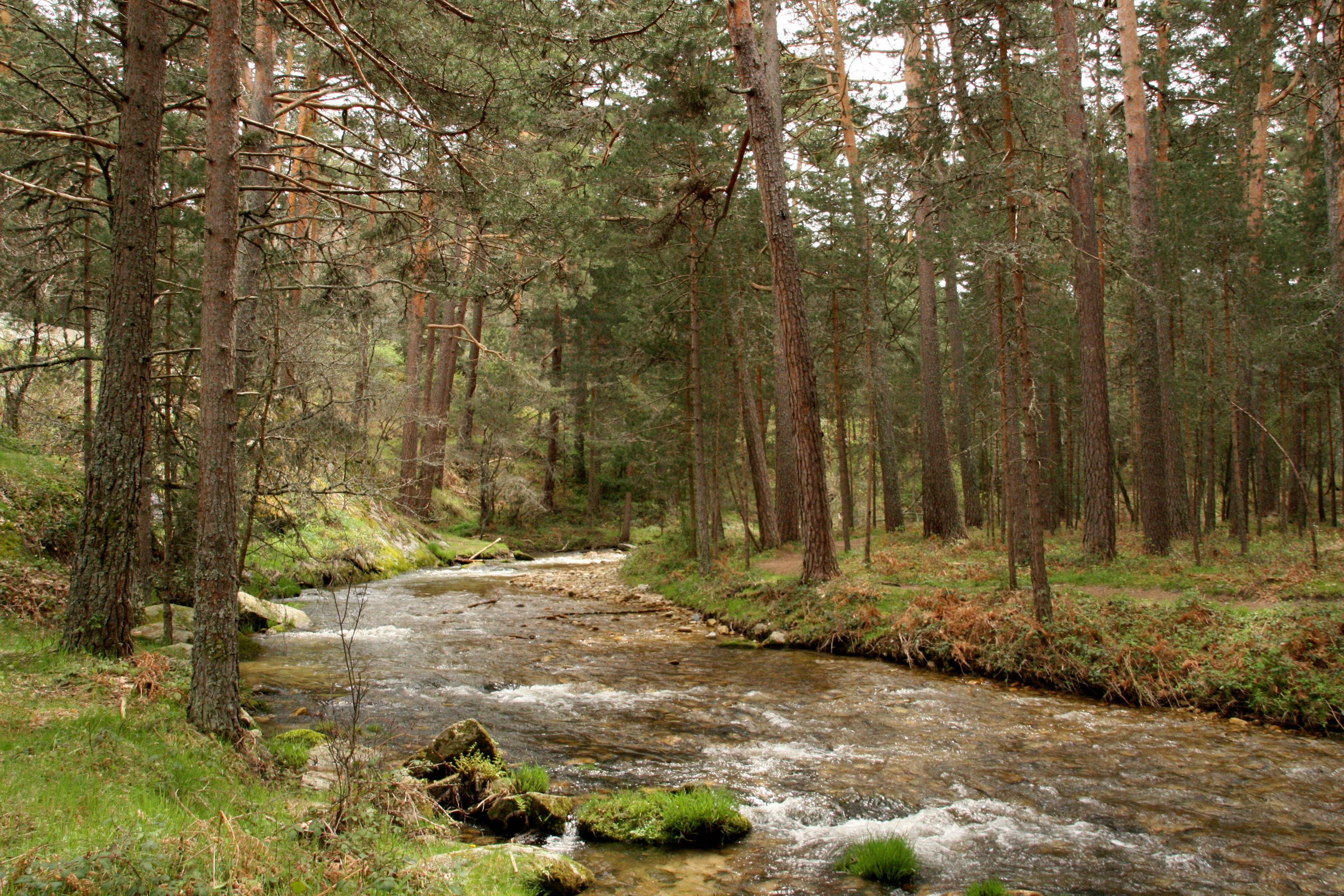
Río Eresma, en su transcurso por el pinar.

El pinar de Valsaín es uno de los bosques maduros de pino silvestre mejor conservados de España. La explicación a este excelente estado de conservación está en su pertenencia al común de la ciudad de Segovia hasta su expolio por Carlos III para la creación de una reserva de caza de la monarquía española y por el posterior aprovechamiento sostenible de la industria maderera.

### Historia
En tiempos de la Reconquista el Concejo de Segovia repobló estas tierras otorgando al pinar el estatus de bosque comunal para el aprovechamiento de leña por parte de los repobladores y la ciudad.
Carlos III (1716-1788) se apropió de una gran extensión de esta sierra que comprendiera los montes de Valsaín, los de Riofrío y la mata del Pirón, para el desarrollo de sus prácticas de caza de ciervos, generando gran malestar en la población.
La tala en los bosques de Valsaín sigue una dinámica sostenible hasta el día de hoy. Modo de explotación de los bosques impulsada por Agustín Pascual González (1818-1884), inspector de los Bosques Reales pionero de la ingeniería de montes en España, precursor de la gestión racional de los recursos naturales.
La explotación maderera está ligada al aserradero, el Real Aserrío de Valsaín, que inició su andadura bajo el patrocinio de la Casa Real en el año 1884. La edad de corta del pino silvestre es de unos 120 años. La forma tradicional de explotación de estos bosques es la de realizar clareos en los pinares. En los claros que se abren por la corta de los pinos adultos el índice luminoso se eleva lo que facilita la germinación de los piñones y, de este modo, una nueva generación de pinos. Con el tiempo se va sustituyendo la masa de árboles adultos por nuevos pinos jóvenes regenerando, completamente, el pinar. Al principio la masa de pinos jóvenes es muy tupida que va disminuyendo por proceso natural y por la intervención humana que realiza diferentes limpiezas y cortas hasta alcanzar la densidad conveniente para un óptimo desarrollo del árbol.
Toda la madera elaborada supera controles de calidad, para luego comercializarse con el sello exclusivo de «Maderas de Valsaín».
Durante la Segunda República y a la llegada de la actual democracia, en ambas ocasiones, diputados electos por Segovia presentaron mociones en el Congreso de los Diputados a fin de que el pinar en manos de Patrimonio Nacional volviera a estar gestionado por la ciudad de Segovia, siendo ambas peticiones rechazadas.
El Real Taller de Aserrío de Valsaín ha sido recientemente declarado Bien de Interés Cultural (BIC) en la categoría de Monumento.

### Flora
El catálogo completo de la flora vascular del Pinar de Valsaín asciende a 867 taxones (especies y subespecies). A estos hay que sumar 69 especies alóctonas, en la mayoría de los casos ligadas a ambientes urbanos. 
En estos montes se encuentra una amplia diversidad de hábitats naturales que van desde los robledales del fondo del valle hasta los pastizales de las cumbres, pasando por los pinares que ocupan la mayor parte del territorio, los roquedos y canchales, las turberas, las riberas de los ríos, ríos y arroyos, las acebedas, etc. Esta diversidad permite que coexistan en el mismo valle especies vegetales de alta montaña y especies típicas del monte mediterráneo; igualmente la fauna realizando movimientos altitudinales aprovecha los distintos ambientes según las épocas.
El pino silvestre es la formación vegetal más extendida en el valle. Ocupa desde los 1200 m hasta más allá de los 2000 m, que es la cota supraforestal de la zona. En las cotas inferiores a los 1400 m presenta ocasionamente un sotobosque de rebollo (Quercus pyrenaica). El pino silvestre puede alcanzar alturas medias  de 25 m  y en buenas localizaciones sobrepasa los 30 m de altura llegando puntualmente a sobrepasar los 40 m. En solanas las alturas, los volúmenes de copas y las esbelteces son menores que en umbría. El sotobosque acompañante está compuesto, principalmente, por Genista florida (retama), Juniperus communis (jabino o enebro), Cytisus purgans (piorno), y Rubus sp. (zarzas), en los claros abiertos en medio del pinar. En las partes altas el sotobosque es de jabino, piorno, cambrón o cambroño (Adenocarpus hispanicus) y arándano (Vaccinium myrtillus), mientras que en las partes bajas, además de las retamas o escobas en zonas asolanadas, aparecen las madreselvas (Lonicera peryclimenum, L. xylosteum), serbales (Sorbus aucuparia), majuelos (Crataegus monogyna), endrinos (Prunus spinosa), cerezos (Prunus avium) y acebos (Ilex aquifolium).

### Protección
Los pinares de Valsaín contienen el mayor número de figuras de protección que puede contemplar un área natural en España, ya que 3.326 hectáreas de ellos pertenecen al Parque Nacional de la Sierra de Guadarrama, las 7.011 hectáreas restantes pertenecen a una figura propia que se denomina Área de Especial Protección del Parque Nacional (creada ad hoc para poder compatibilizar la gestión forestal comercial), son Zona de Especial Protección para las Aves (Z.E.P.A.) y Lugar de Interés Comunitario (L.I.C.) por los valores naturales que atesoran, son Área Crítica del Águila Imperial (Sg-3) por las tres parejas de dicha rapaz que crían en su interior, también contienen el Sitio Natural de Interés Nacional del Pinar de la Acebeda y por último están dentro de la recientemente declarada Reserva de la Biosfera del Real Sitio de San Ildefonso-El Espinar.
Actualmente el Pinar de Valsaín goza de buena salud, habiendo conseguido certificaciones medioambientales (el FSC en febrero de 2005 y el PEFC en noviembre de 2004).

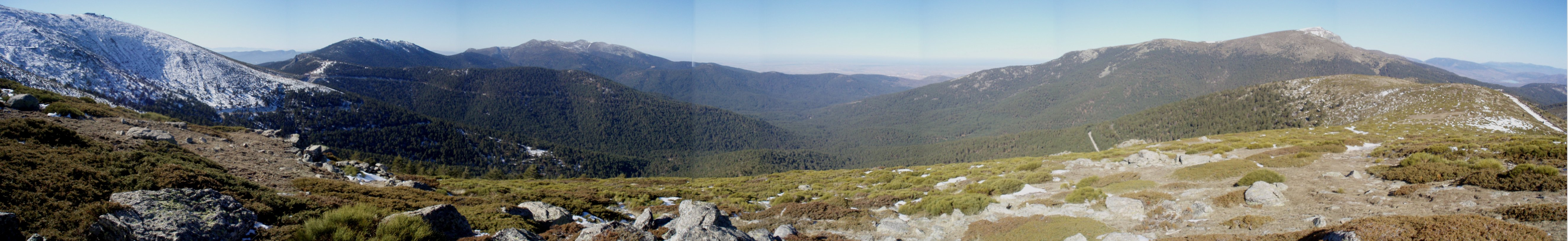
Panorámica del Valle de Valsaín visto desde la Loma del Noruego.

## Galería de imágenes

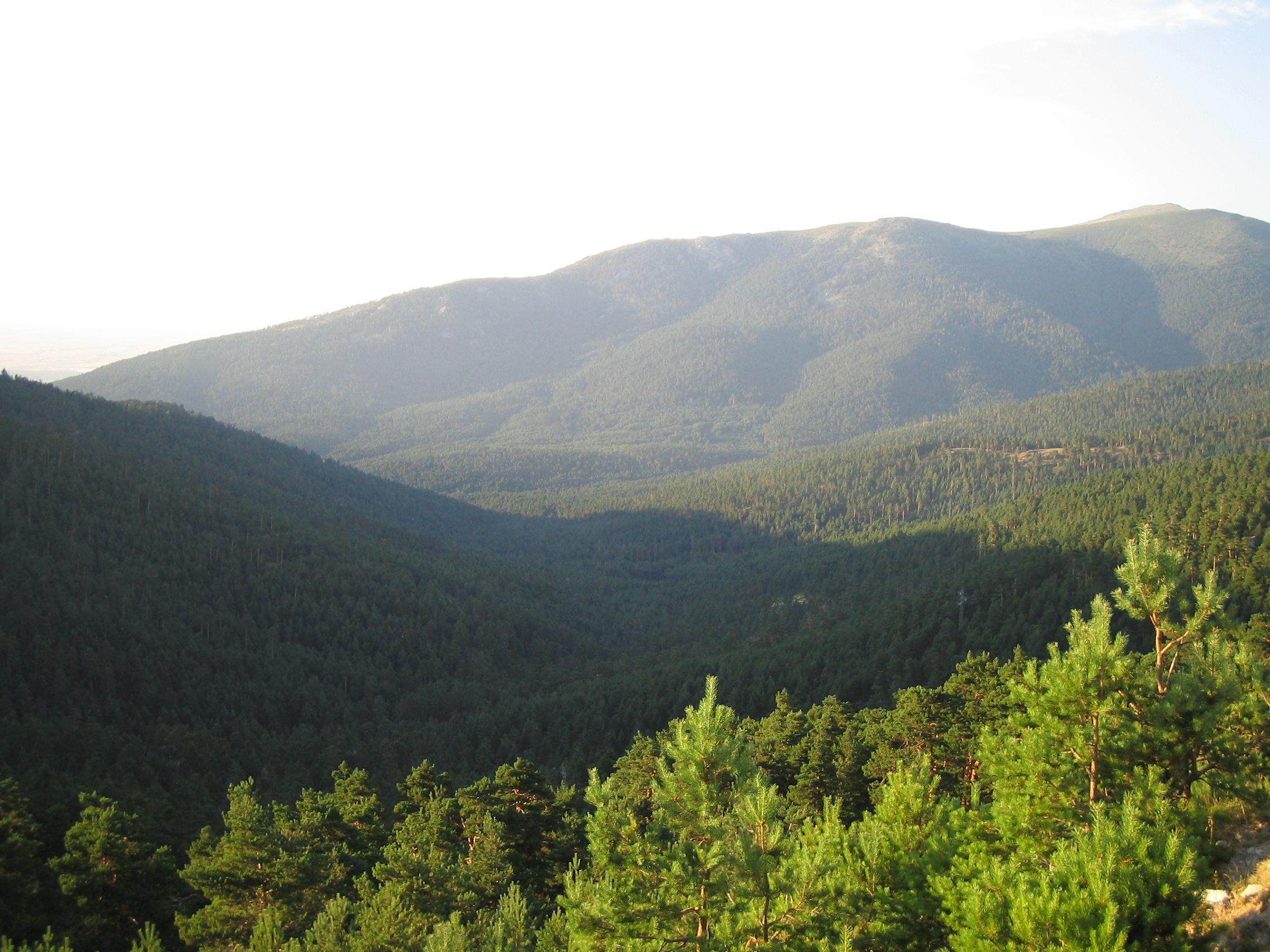
Valle de Valsaín.
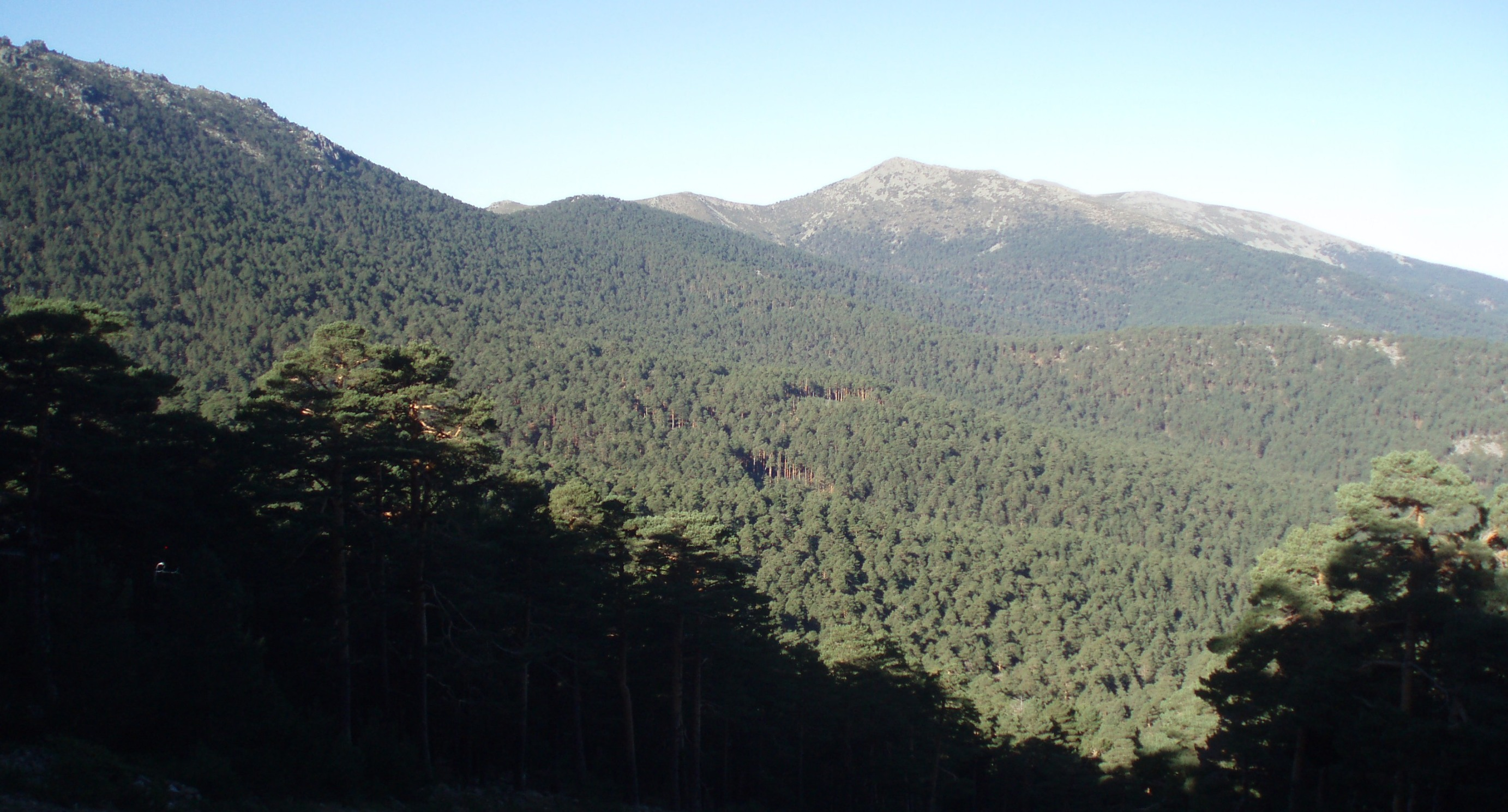
Valle de Valsaín con Siete Picos en el extremo superior izquierdo y Montón de Trigo en el centro.
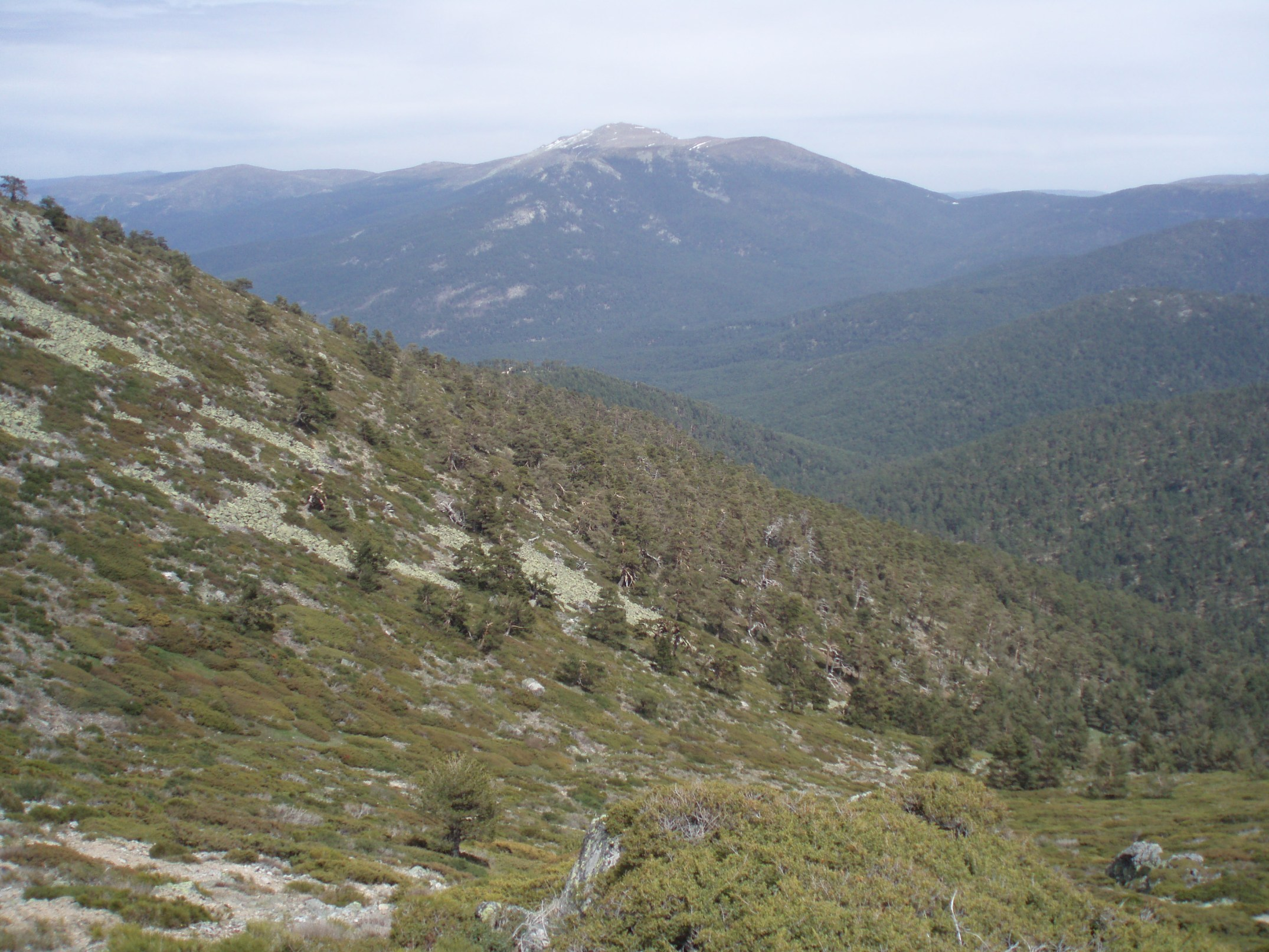
Valle de Valsaín con Peñalara al fondo.
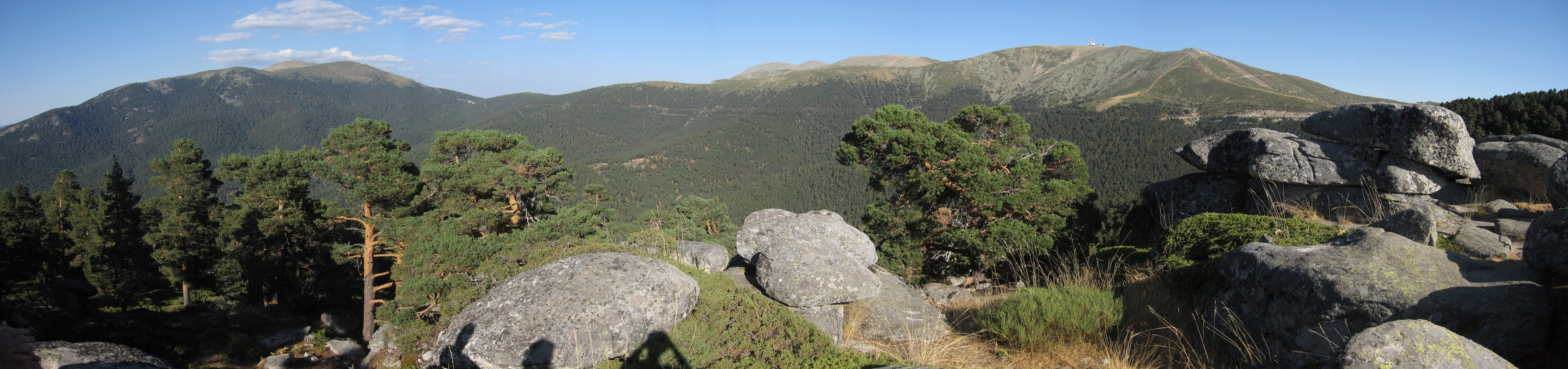
Peñalara y cara norte de Cuerda Larga vistos desde el mirador de La Gallarza.